# 29484 Гонзавесели
29484 Гонзавесели (29484 Honzavesely) — астероїд головного поясу, відкритий 9 листопада 1997 року.
Тіссеранів параметр щодо Юпітера — 3,423.